# Granny
Granny (Abuelita en español) es un videojuego de terror independiente desarrollado y publicado por DVloper. El juego presenta a un protagonista sin nombre atrapado en una casa, que necesita resolver acertijos mientras evita que "Granny" lo atrape. El objetivo es escapar de la casa en un período de tiempo de  cinco días.
El juego ganó gran popularidad tras su lanzamiento a través de varias plataformas de medios, como YouTube, Twitch y otros. La última actualización que recibió el juego fue el 23 de noviembre de 2022, pues se agregaron como novedades una nueva forma de escapar por la alcantarilla, nueva mascota de Granny mortal que mata al jugador, nuevas ubicaciones de objetos.
El juego se basa principalmente en el sonido, el principal antagonista, conocido solo como "Granny" , alertado a través del sonido y de la vista. El objetivo general del juego es escapar de la casa utilizando objetos resolviendo acertijos. Asimismo, el juego también tiene una secuela: Granny: Chapter Two, lanzado el 6 de septiembre de 2019, y su última actualización, recibida el 20 de enero de 2021, y Granny 3 lanzado el 3 de junio de 2021 y recibió la última actualización el 26 de febrero de 2024.

## Argumento

### Trama
El juego se desarrolla en una casa antigua y con aspecto de abandonada, donde el personaje principal es el jugador, que controla a una persona que está atrapada en la casa. El jugador debe explorar la casa, intentando encontrar objetos que ayuden al escape directa e indirectamente. Los artículos incluyen un martillo para tener tablas de madera, una escopeta, una ballesta, un oso entre otros, en su mayoría colocados al azar en varios lugares, algunos lugares que desafían el sentido común y hacen mucho ruido cuando los abres. La casa actualmente tiene 6 pisos, que incluyen un garaje y 2 niveles de áticos, un área exterior y dentro de las paredes, mientras que la casa solía tener solo 3 pisos sin un área exterior.

### Granny
En la casa con el jugador está Granny, que lo acecha por la casa. Granny tiene un excelente sentido del oído y correrá a cualquier sonido que escuche, que puede ser un objeto que se cae al suelo o los crujidos en las tablas del suelo que puede causar el jugador. Granny también correrá si ve al jugador y continuará persiguiéndolo hasta que lo pierda de vista. Colocará trampas para osos cada vez que fracase en su intento de darle un batazo al jugador, el cual si las pisa, tiene que mantener presionada la trampa para osos (móvil) o mantener presionada la tecla 'F' (PC) para salir de la trampa para osos. La velocidad de carrera de Granny varía según la dificultad (fácil, media, difícil, extrema). En dificultad extrema, Granny corre más rápido que el personaje del jugador. En dificultad de práctica, Granny no está dentro de la casa y permite al jugador deambular libremente y descubrir cómo escapar de la casa. También hay una araña enemiga en el segundo ático, que ataca al jugador si se acerca demasiado. El jugador tendrá que usar un trozo de carne para distraer a la araña o disparar a la araña con una escopeta. En la última actualización se agregó el alcantarillado con la nueva enemiga siendo Angelina, hija de Granny y madre de Slendrina, en su forma de araña.  El modo Pesadilla agrega más desafíos a la dificultad extrema, al dar una textura más oscura y más sangrienta en la mayoría de las superficies, lo que dificulta ver los bordes. El modo Pesadilla también hace que sea más difícil escapar de las trampas que ahora están vivas, pero estacionarias.

#### Protegerse de Granny
El jugador puede esconderse debajo de la cama o dentro de los armarios de Granny. Sin embargo, si Granny ve que el jugador realiza esta acción, atacará al jugador independientemente. El jugador puede disparar a Granny con una escopeta, dispararle un tranquilizante, congelarla, meterla en la sauna y atropellarla para dejarla inconsciente determinado tiempo

### Game Over
Si el jugador es atrapado, Granny balanceará su bate de béisbol en la cabeza del jugador, terminando el día. El jugador también puede salir herido al caer del suelo inestable en el primer ático, por la araña en el segundo ático, o devorado por la araña (Spider Mom) en el alcantarillado. Cada vez que el jugador es atacado y los días progresan, el jugador cojeará más y la pantalla se cubrirá con más y más sangre. Si el jugador es atacado en el último día, se reproducirá una de las 4 escenas de "juego terminado", que incluye ser devorado por Granny en el sótano, ser atropellado por el coche en el garaje, que con la guillotina Granny te corte la cabeza, o que Granny te lánze desde el penúltimo piso de la casa.

### Cuando escapamos de la casa de Granny
Cuando el jugador se las arregla para escapar por la puerta principal, Granny mira desesperadamente (a menos que esté en dificultad de práctica, en la que está afuera notando que la puerta está abierta) mientras el jugador corre. Si el jugador no pone el oso de peluche en la cuna del ático antes de escapar, Granny asustará al jugador corriendo hacia la pantalla, casi como un jumpscare. Si el oso de peluche se mete en la cuna antes de escapar, Granny se sentará en los escalones delanteros sosteniendo al oso de peluche antes de mirar al jugador que huye, que también se une a Slendrina (hija de Slenderman) mientras la cámara se aleja, y Granny no asustará. (Se creó a Slendrina como hija de Slenderman, ya que el creador después de hacer dos juegos de Slenderman, Slenderman tenía copyright. Y creó a Slendrina como su hija, pero si tuvo permisos para colocar a Slenderman en House of Slendrina y The Child of Slendrina 

## Recepción
«Granny» fue mayormente bien recibida. La calificación promedio de Granny en Steam fue 9/10.

## Continuación de la serie

### Granny: Chapter Two
El 6 de septiembre de 2019 se lanzó un segundo juego llamado Granny: Chapter Two. Fue bien recibido como el primer juego, con una calificación promedio de 4.3 / 5 en Google Play.
Similar a la primera entrega, estás atrapado en una casa. En Granny: Chapter Two, hay más enemigos a cara, mientras que hay más formas de escapar de la casa que son por la puerta, el barco y el helicóptero. La lista de enemigos son: Granny, Grandpa, el bebé de Slendrina y el monstruo de la alcantarilla. El jugador puede elegir un modo de práctica donde Granny y Grandpa no están en casa solo el bebe de Slendrina y el monstruo de la alcantarilla; un juego donde solo se incluye a Granny o solo a Grandpa o los tiene a ambos en la casa.
Hay algunos elementos nuevos en este juego, como la escopeta de doble cañón, la pistola de aturdimiento, la palanca y la llave del barco. Hay dos cerraduras adicionales.
Hay más finales al pasar el periodo de los 5 días por ejemplo esta el de la puerta de picos que también te puedes proteger de los abuelos con ella, que te tiren a la alcantarilla y te electrocuten con la puerta.

### Granny 3
En el 3 de junio de 2021, se publicó la nueva entrega bajo el nombre de Granny 3, con mejores gráficos y una cinemática. En la cinemática, entramos a un lugar que tiene pinta de castillo, y al pasar el puente de entrada se cierra por sí sola. Caminamos un poco más hasta pisar el césped, entonces se levanta el puente dejándonos atrapados dentro del lugar. Avanzamos hacia la casa, llegando a la puerta de la casa: después de eso, nos giramos percatándonos de que Grandpa (el esposo de Granny) estaba frente a nosotros, quien había sacado una escopeta y nos dispara dejándonos inconscientes. Así es como comienza el juego en una mazmorra o prisión y hay un destornillador y debemos tomarlo para salir de ella.
A partir del capítulo tres, los abuelos también tienen la ayuda de su nieta, Slendrina, de quien se le debe tener cuidado al cruzarse con ella, ya que al igual que en su respectiva saga, su mirada mata. Para calmarla, se le tiene que tomar el oso, que antes estaba en el capítulo uno, y colocárselo en una cuna: así ya no se te aparece más o si no tienes el oso simplemente voltear la mirada o si nos mata o se viene Granny.
También hay un cocodrilo en el estanque que rodea la casa que te impide estar mucho tiempo en el agua. y además aparece un cuervo, el cual se le puede ver en el techo de la casa y protege una llave y  tenemos que encender una chimenea para ahuyentarlo. Otro dato es que ahora Grandpa utiliza la escopeta para golpearnos, así como también nos intentará disparar como al principio del juego. También hay un Tren que esta debajo de la prisión con una máquina que alertara a Granny y Grandpa.

## Parcela
La trama del juego no se mencionó en la versión móvil. Cuando se lanzó la versión para PC Steam, el juego comienza con una escena del jugador caminando por el bosque por alguna razón. El jugador encuentra la casa de Granny antes de ser atacado. El jugador se despierta en una cama, en la que intentan escapar de la casa. Según una nota en un pedazo de madera que se encuentra dentro de las paredes del sótano, otra víctima estaba en la casa de Granny. Está indeciso si esta persona escapó de la casa o no, solo mencionando que estaba gravemente herido y vio sus posibilidades de escapar casi al cero. Además de esto, la trama es desconocida, aunque se sabe que el personaje principal Granny está inspirado en su abuela, que se comportaba muy extraño debido a que padecía una enfermedad. También se dice que tomó inspiración de Tamara Samsonova, asesina rusa que mató a su arrendatario/a? debido a la desaparición de su esposo. Se sabe que lo hizo porque tenía esquizofrenia.